# Viggo Hansteen

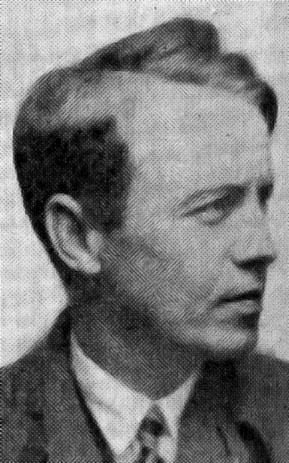
Viggo Hansteen cirka 1930.

Harald Viggo Hansteen, född 13 september 1900 i Kristiania, död (avrättad) 10 september 1941 i Oslo, var en norsk jurist, fackföreningsman och kommunistisk politiker. 
Som student deltog Hansteen i grundandet av den socialistiska gruppen Mot Dag 1921. Vid brytningen mellan Mot Dag och Norges kommunistiska parti (NKP) 1928 anslöt han sig till NKP. Efter att 1923 ha avlagt juris kandidatexamen började han 1933 arbeta som advokat i Högsta domstolen och från 1936 var han juridisk rådgivare åt Landsorganisasjonen.
Efter Tysklands ockupation av Norge 1940 försökte Hansteen motverka Nasjonal Samlings försök att vinna kontroll över Landsorganisasjonen. I samband med den spontana "mjölkstrejken" i Oslo i september 1941 greps han av ockupationsmyndigheterna och avrättades.
Hansteen är gravsatt i Vår Frelsers gravlund i Oslo. Hans änka Kirsten Hansteen kom att ingå som konsultativt statsråd i Einar Gerhardsens första regering 1945 och blev därmed Norges första kvinnliga minister.